# 西明美
西 明美（にし あけみ、1947年（昭和22年）9月25日 - ）は、日本の声楽家（メゾソプラノ）・オペラ歌手・音楽教育者。本名：清水 明美。

## 経歴
北海道札幌市生まれ。1970年（昭和45年）国立音楽大学卒業。1973年（昭和48年）東京藝術大学大学院修了。1974年（昭和49年） - 1975年（昭和50年）文化庁派遣芸術家在外研修員として渡欧し、ミュンヘンとミラノで研鑽を積む。田中伸枝、渡辺高之助、中山悌一、ヘルタ・テッパー、マリア・カルボーネに師事。
玉川学園講師、尚美学園短期大学講師、愛知県立芸術大学講師を経て、2013年（平成25年）まで神戸女学院大学教授。同年3月には神戸女学院大学勇退を記念して門下生たちによる演奏会が開催された。出演者は横畠里奈、松浦和子、上田秀美、衣川三奈子、松本真奈、なかのゆうこ、飯田弥生、新谷文子、王由紀、朝山加奈子、糀谷栄里子、谷田奈央、ナムユカ、内田倫子、真期規子。
二期会会員。

## 出演
オペラ初出演の記録は、1973年（昭和48年）北海道二期会 清水脩『有福詩人』仁斎の妻おつるである。留学からの帰国後、1978年（昭和53年）二期会オペラ・ゾリステン 荒谷俊治指揮 ベートーヴェン『フィデリオ』レオノーレで主役デビュー。以後、1979年（昭和54年）東京オペラ・プロデュース 黒岩英臣指揮 リヒャルト・シュトラウス『サロメ』ヘロディアス、同年 二期会 若杉弘指揮 ワーグナー『ローエングリン』オルトルートと早くから続けて第一線の大舞台を踏んでいる。次いで、主要な役としては、1980年（昭和55年）二期会 小澤征爾指揮 ビゼー『カルメン』タイトルロール、同年 二期会 アルベルト・エレーデ指揮 ヴェルディ『イル・トロヴァトーレ』アズチェーナ、同年  新日本フィルハーモニー交響楽団 小澤征爾指揮  バルトーク『青ひげ公の城』（演奏会形式）ユーディット、1982年（昭和57年）二期会 エドアルド・ミューレル指揮 ヴェルディ『アイーダ』アムネリス、1984年（昭和59年）新日フィル  朝比奈隆指揮 ワーグナー『ラインの黄金』（演奏会形式） エルダ、同年 佐藤功太郎指揮 フンパーディンク『ヘンゼルとグレーテル』魔女、1985年（昭和60年）新日フィル  朝比奈隆指揮 ワーグナー『ワルキューレ』（演奏会形式）ブリュンヒルデ、1986年（昭和61年）新日フィル  朝比奈隆指揮 ワーグナー 『ジークフリート』（演奏会形式）エルダ、同年 日本オペラ協会 星出豊指揮 原嘉壽子『《すて姫》舌を嚙み切った女』タイトルロール、1989年（平成元年）みんおんオペラ 小澤征爾指揮 チャイコフスキー『スペードの女王』伯爵夫人、1991年（平成3年）二期会 若杉弘指揮 ワーグナー『神々の黄昏』ブリュンヒルデ、1992年（平成4年）東京都交響楽団 若杉弘指揮 『ローエングリン』（演奏会形式）オルトルート、1993年（平成5年）サイトウ・キネン・フェスティバル松本 小澤征爾指揮 オネゲル『火刑台上のジャンヌ・ダルク』カトリーヌ、1994年（平成6年）東京フィルハーモニー交響楽団 アントン・グァダーニョ指揮 フランチェスコ・チレーア『アドリアーナ・ルクヴルール』（演奏会形式）ブイヨン公妃、1995年（平成7年）愛知県文化振興事業団 佐渡裕指揮 ワーグナー『さまよえるオランダ人』マリー、1996年（平成8年）新星日本交響楽団 オンドレイ・レナルト指揮 『アイーダ』（演奏会形式）アムネリス、1997年（平成9年）都響 若杉弘指揮 リヒャルト・シュトラウス『エレクトラ』クリテムネストラ等、次々に実績を重ね、 1998年（平成10年）新国立劇場開場記念 ガルシア・ナバッロ指揮『アイーダ』でもアムネリスを歌い、高い評価を受けている。その後も、同年 東フィル 大野和士指揮 ヴェルディ『仮面舞踏会』（演奏会形式）ウルリカ、1999年（平成11年）東フィル 大野和士指揮『サロメ』（演奏会形式）ヘロディアス、2003年（平成15年）愛知県文化振興事業団 マルコ・ボエーミ指揮『仮面舞踏会』ウルリカ、2005年（平成17年）佐渡裕プロデュース『ヘンゼルとグレーテル』魔女を務めている。『ニーベルングの指環』ではエルダ（アルト）からブリュンヒルデ（ソプラノ）までこなし、音域は広い。
独唱者としても、チョン・ミョンフンとNHK交響楽団とのヴェルディ『レクイエム』、山田一雄と新星日響とのベートーヴェン『第九』、小林研一郎と都響との『第九』、小林研一郎と日本フィルハーモニー交響楽団とのマーラー交響曲第8番『千人の交響曲』、マルティン・フィッシャー＝ディースカウと日本フィルとのバッハ『ミサ曲ロ短調』、イルジー・ビエロフラーヴェクと日本フィルとの『第九』、渡邉暁雄と日本フィルとのヘンデル『メサイア』、イルジー・ビエロフラーヴェクと日本フィルとのドヴォルジャーク『レクイエム』、山岡重信と日本フィルとのブルックナー『ミサ曲第3番ヘ短調』、渡邉暁雄と日本フィルとの『千人の交響曲』、秋山和慶と都響との『第九』、大勝秀也と新星日響との『第九』、大友直人と東京シティ･フイルハーモニック管弦楽団とのベートーヴェン『ミサ曲ハ長調』、十束尚宏と東京シティ･フイルとのヴェルディ『レクイエム』、モーシェ・アツモンと名古屋フィルハーモニー交響楽団とのヘンデル『メサイア』、黒岩英臣と神奈川フィルハーモニー管弦楽団とのモーツアルト『レクイエム』ハイドン『天地創造』『四季』ベートーヴェン『荘厳ミサ』メンデルスゾーン『エリヤ』バッハ『ミサ曲ロ短調』、佐藤功太郎との『第九』、松岡究とのヴェルディ『レクイエム』、モーツアルト『レクイエム』、飯守泰次郎とのマーラー交響曲第2番『復活』を始め、各一流オーケストラ・指揮者と数多く共演、声量豊かなスケールのあるメゾソプラノとして活躍を続けている。 また、玉川学園の『第九』には、1981、1982、1983、1984、1986、1987、1989、1990、1991、1992、1993、1997年の計12回出演しており、藤本晃、石丸寛、山田一雄と共演している。 
リサイタルも2011年（平成23年）に札幌コンサートホール Kitaraで「西明美と仲間たち」を開催し、日本歌曲とイタリアオペラのアリアを歌っている。

## 家族
夫は声楽家（バリトン）の清水義雄。息子も声楽家（バス）の清水那由多。

## 主な受賞歴
- 1970年（昭和45年）第39回日本音楽コンクール第3位[2]
- 1973年度（昭和48年度）第1回札幌市民文化奨励賞[18]
- 1991年度（平成3年度）第19回ジロー・オペラ賞[19]

## 主なディスコグラフィー
- CD わが母の教えたまいし歌 - 地球のお母さん -  西明美 1989年07月21日 ポニーキャニオン[20]
- CDシングル わが母の教えたまいし歌 西明美 1989年06月21日 ポニーキャニオン NTTグループ『地球のお母さん』CMソング/ジプシーの歌[21]
- CD3枚組 ベートーヴェン:交響曲第9番ニ短調『合唱』/『ミサ・ソレニムス』朝比奈隆 新日本フィルハーモニー交響楽団 岡坊久美子、伊原直子 、西明美、林誠、市原多朗、多田羅迪夫、高橋啓三 1993/9/25 フォンテック[22]
- CD ベートーヴェン:交響曲第9番 山田一雄 新星日本交響楽団  大倉由紀枝、西明美、饗場知昭、大島幾雄 新星日響合唱団 1997/2/21 ポニーキャニオン[22]
- CD ベートーヴェン:交響曲第9番『合唱』ハインツ・レーグナー 読売日本交響楽団 渡辺葉子、西明美、若本明志、多田羅迪夫 武蔵野音楽大学、松井徹 1995/11/25 徳間ジャパンコミュニケーションズ[22]
- CD5枚組 ベートーヴェン:交響曲全集 ハインツ・レーグナー 読売日本交響楽団 渡辺葉子、西明美、若本明志、多田羅迪夫 武蔵野音楽大学、松井徹 1995/6/25 徳間ジャパンコミュニケーションズ[22]
- CD5枚組 ベートーヴェン:交響曲全集（新ベーレンライター版 ）ライブ 飯守泰次郎 東京シティ・フィルハーモニック管弦楽団 松田昌恵、西明美、成田勝美、木村俊光 混声合唱団明響、相良文明 2009/10/21 フォンテック[22]
- CD5枚組 ベートーヴェン:交響曲全集 山田一雄 札幌交響楽団 大島洋子、西明美、大野徹也 、木村俊光 札幌アカデミー合唱団、札幌放送合唱団、矢崎彦太郎、宍戸悟郎 2009/7/17 日本コロムビア[22]
- CD12枚組 ワーグナー:ニーベルングの指環 全曲＜タワーレコード限定＞  朝比奈隆 新日本フィルハーモニー交響楽団 西明美、豊田喜代美、池田直樹、柳澤涼子、大野徹也、辻宥子、釜洞祐子、清水まり、勝部太、多田羅迪夫、牧野正人、高橋啓三 他 千葉馨 晋友会合唱団、関屋晋 2016年08月05日 FONTEC X TOWER RECORDS[23]
- CD マーラー:交響曲第8番『千人の交響曲』小林研一郎 日本フィルハーモニー交響楽団 菅英三子、澤畑恵美、秋吉邦子、西明美、竹本節子、伊達英二、青戸知、ペテル・ミクラーシュ 他 日本フィルハーモニー協会合唱団、武蔵野合唱団、東京少年少女合唱隊 1998年5月14、15日 東京・サントリーホールライヴ 2008/5/21 Exton オクタヴィアレコード[23]
- CD2枚組 ヴェルディ:レクイエム－マンゾーニ追悼のために チョン・ミョンフン NHK交響楽団 中村智子、西明美、佐野成宏、直野資 二期会合唱団 2001/10/30 キングレコード[23]
- CD ヴェルディ:レクイエム 朝比奈隆 大阪フィルハーモニー交響楽団 井岡潤子、西明美、市原多朗、多田羅迪夫 大阪フィルハーモニー合唱団、堀俊輔、岩城拓也 2002/1/17 ポニーキャニオン[22]
- CD やすらぎのバロック名曲集 オムニバス 2010年10月06日 ポニーキャニオン[23]
- CD peaceful - love voice -  オムニバス 2002/2/20 ポニーキャニオン[22]
- CD 決定盤!!『天使の歌声』ベスト オムニバス 2008/10/8 ポニーキャニオン[22]
- CD クリスタル・ヴォイス・コレクション ベスト オムニバス 2010年05月19日 ポニーキャニオン[23]
- CD 天使の歌声 ベスト オムニバス 2014年10月15日 ポニーキャニオン[23]
- CD 天使の歌声  - アヴェ・マリア -  オムニバス 2016年09月21日 ポニーキャニオン[23]
- CD おやすみなさい ピーターラビットとなかまたち オムニバス 1994/2/18 ポニーキャニオン[22]
- CD VOICES G線上のアリア オムニバス 2018年10月03日 ポニーキャニオン[23]
- MP3ダウンロード グリーグ /きみを愛す 西明美（メゾソプラノ）斉藤毅（指揮）オーケストラ 2013/5/15 CANYON CLASSICS[22]
- MP3ダウンロード シューマン /献呈 西明美（メゾソプラノ）斉藤毅（指揮）オーケストラ 2013/5/15 CANYON CLASSICS[22]
- MP3ダウンロード オンブラ・マイ・フ （ヘンデル）西明美（メゾソプラノ）斉藤毅（指揮）オーケストラ 2013/3/13 CANYON CLASSICS[22]